# Lakshya

Lakshya est un film de Bollywood réalisé par Farhan Akhtar

## Synopsis
« Tu ne sais jamais jusqu’où la vie va te mener ». Ces mots ne peuvent pas mieux se prêter à Karan Shergill (Hrithik Roshan), fils d’une riche famille, vivant au jour le jour, sans ambition, qui ne se soucie ni du lendemain ni de son avenir. Une seule personne l’importe dans sa vie, c’est son amie Romila Dutta (Preity Zinta), une brillante et ambitieuse jeune femme qui croit qu’un jour, Karan trouvera sa voie. Tout va changer le jour où Karan décide sur un coup de tête de s’engager dans l’armée …

## Fiche technique
- Réalisation : Farhan Akhtar
- Scénario : Javed Akhtar
- Pays : Inde
- Musique : Shankar Mahadevan, Loy Mendonsa et Ehsaan Noorani
- Producteur : Ritesh Sidhwani
- Durée : 175 min.
- Langue originale : Hindi
- Dates de sortie : Inde (2004)
- Lieu de tournage :
- Photographie : Christopher Popp
- Costumes : Arjun Bhasin
- Chorégraphie : Prabhu Deva

## Distribution
- Amitabh Bachchan : Col. Sunil Damle
- Hrithik Roshan : Karan Shergill
- Preity Zinta : Romila Dutta
- Om Puri : Maj. Pritam Singh
- Sharad Kapoor : Maj. Binod Sengupta
- Raj Zutshi : Maj. Kaushal Verma
- Sushant Singh : Cap. Jalal Akbar
- Prashant Chianani : Lt. Vishal Srivastav
- Parmeet Sethi : Maj Shahbaaz Humdani
- Boman Irani : Le père de Karan Shergill
- Amrish Puri : Gautam Puri (Apparition spéciale)

## Musique
Le film comporte 5 chansons :
- Main Aisa Kyon
- Agar Main Kahon
- Lakshya
- Kandhon Se Milten
- Kitni Baaten

## Autour du film
- Lakshya est le dernier film de Farhan Akhtar et Ritesh Sidwani, les créateurs du film à succès Dil Chahta Hai en 2001.

- Lakshya est le plus cher des films indien de l’année 2004.

- Le directeur de la photographie, Christopher Popp, est un photographe allemand vivant à Los Angeles.

- Lakshya marque le retour de Javed Akhtar en tant que scénariste après 15 ans d’absence.

- Lakshya est basé sur des événements réels survenus dans la région du Kargil en 1999 (Conflit du Kargil).

- Lakshya qui signifie en Hindi "but", "objectif" est aussi le nom d'un missile de l'armée indienne.

## Récompenses
- Filmfare Awards 2005 :
  - Meilleure photographie pour Christopher Popp
  - Meilleure chorégraphie pour Prabhu Deva